# Harpia
| desambiguació | Aquest article tracta sobre l'animal mitològic. Per a altres significats, vegeu «Harpia (ocell)». |

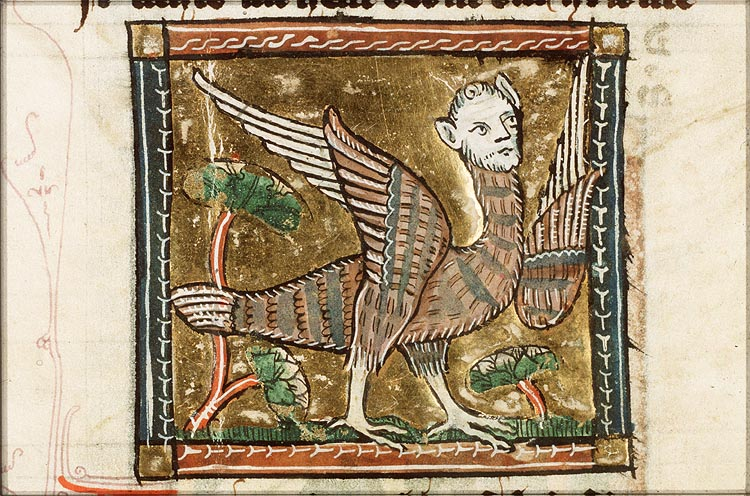
Representació medieval d'una harpia

En la mitologia grega, les harpies (en grec antic: Ἁρπυῖα, Harpyia) eren una mena de monstres o de genis alats. El seu nom significa 'raptores', i són representades com a aus amb cap de dona i dotades de fortes urpes (potser per una confusió tardana amb les sirenes).
La seva imatge va evolucionar molt al llarg del temps. En un principi s'identificaven amb forces de la naturalesa, vents tempestuosos que eren capaços d'arrossegar un ésser humà fins a les mansions subterrànies. Alguns dels seus noms, com Ael·lo ('vent tempestuós'), Ocípete ('que vola ràpid'), Celeno ('fosca') i Podarge ('de peus lleugers'), fan una clara referència a aquest fet. Més tard es van identificar amb ànimes de morts que es dedicaven a raptar les dels vius, o fins i tot amb la de simples monstres que raptaven nens. De vegades, a les tombes, s'hi esculpia una harpia enduent-se les ànimes amb les urpes. Hesíode, per contra, les retrata com a dones alades molt belles, potser recollint un mite antic. A l'Odissea personifiquen els vents de tempesta.
Eren filles de Taumant i Electra o, segons les versions, de Gea, la Terra i del Vent. De la unió de les Harpies amb el vent Zèfir en van néixer els cavalls immortals Xantos i Bali, els cavalls d'Aquil·les. Vivien a les illes Estròfades, al mar Egeu, però Virgili les va situar a les portes de l'Hades, amb altres monstres.

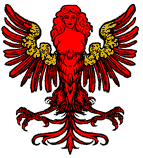
Harpia, figura heràldica

El mite més conegut on prenen part és el de l'endeví cec Fineu. Aquest personatge tenia una maledicció: tot allò que ell tingués al davant, especialment els aliments, les harpies li ho arrabassarien, i allò que no poguessin agafar ho embrutarien amb els seus excrements. Quan els Argonautes visiten Fineu, aquest els demana que el lliurin de les harpies. Aleshores, Zetes i Càlais, els Borèades, van perseguir els monstres i les van obligar a marxar. Però el Destí havia decidit que les harpies no moririen si no eren atrapades pels Borèades, i recíprocament, ells havien de morir si no les atrapaven. La primera harpia, Ael·lo, va caure, mentre fugia, en un riu del Peloponès, que immediatament va rebre el nom d'Harpis. L'altra, Ocípete, va arribar a les illes Equínades, que van passar a dir-se illes Estròfades, o «del retorn». Iris (o Hermes) va adreçar-se a Càlais i Zetes per impedir-los que les matessin, ja que eren serventes de Zeus. A canvi de perdonar-los la vida, les harpies van prometre deixar en pau Fineu i es van amagar en una cova de Creta.

## Altres harpies
- Actualment, s'usa a vegades el terme per designar una dona dolenta o massa envejosa.
- En heràldica, l'harpia és una figura en forma d'animal imaginari representat com una àguila mirant de cara, amb el tors de dona ensenyant els pits.
- Una harpia és també un ocell accipítrid.